# Skylla
För asteroiden, se 155 Scylla.

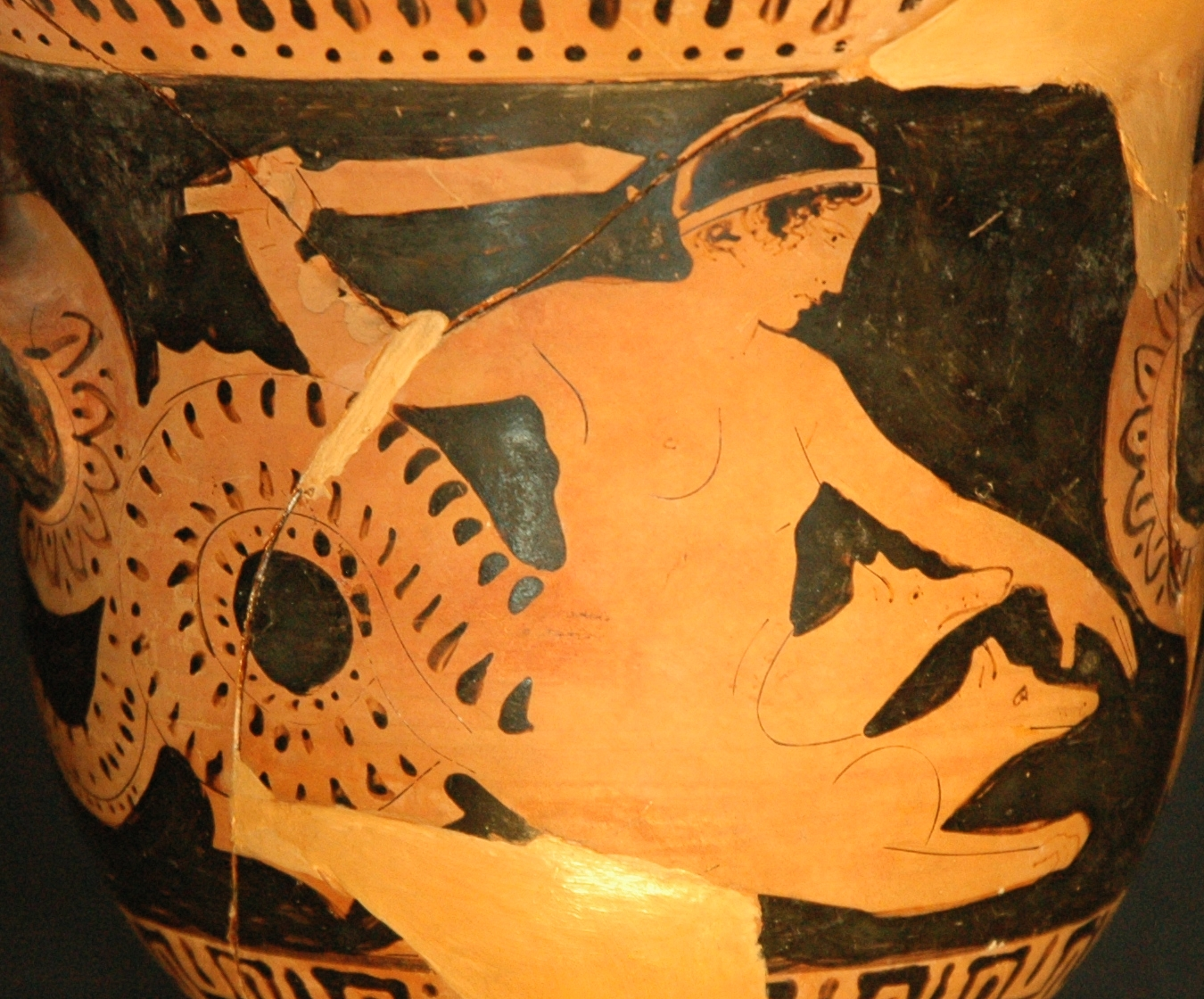
Skylla. Detalj på en grekisk vas från 400-talet f.Kr.

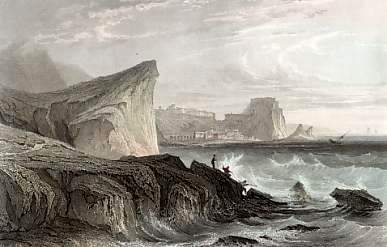
1800-talsmålning av Messinasundet med Skylla och Karybdis.

Skylla (grekiska Σκύλλα) var ett klippmonster i grekisk mytologi som var en stor fara för sjömän som hon gärna klämde mellan sig och malströmmen Karybdis.
Hon var dotter till Forkys och Hekate och var från första början en vacker nymf, som avböjde alla sina friare och levde med nereiderna istället. Skylla var älskad av den mindre havsguden Glaucus Marinus, men hon besvarade inte hans känslor. Glaucus vände sig då till häxan Kirke, som i sin tur var kär i honom. När Skylla en dag badade, blev hon förvandlad till ett monster på grund av Kirkes trolldom. Skylla fick sex fula hundhuvuden som satt på sex halsar. Efter förvandlingen drog hon sig tillbaka till Messinasundet, mellan Italien och Sicilien. Skyllas tillhåll var på en av sundets sidor; på den motsatta fanns en gigantisk vattenvirvel vid namn Karybdis. Denna vattenvirvel förstörde alla skepp som kom i närheten, och om någon klarade sig undan Karybdis tog Skylla dem. 
Argonauterna klarade att ta sig förbi dem båda, eftersom de fick gudomlig hjälp i form av havsgudinnan Thetis. De fick denna hjälp eftersom Thetis man Peleus var en av argonauterna. 
En annan hjälte som färdades förbi de två monstren var Odysseus, och han förlorade sex män till Skylla första gången de åkte förbi. En månad senare när de reste hemåt igen, förlorade Odysseus hela sitt skepp och alla sina män när gudarna skickade starka vindar som drev tillbaka honom till sundet där Karybdis väntade för att sluka skeppet. Odysseus var den enda som överlevde detta.

## Ordspråk
Från dessa havsvidunder kommer det latinska ordspråket "incidit in Scyllam, qui vult evitare Charybdin" – "den som vill undvika Charybdis råkar ut för Scylla", det vill säga "ur askan i elden".